# Tweede Kamerverkiezingen 2017/Kandidatenlijst/Artikel 1
Dit is de lijst van kandidaten van Artikel 1 voor de Nederlandse Tweede Kamerverkiezingen van 15 maart 2017, zoals deze op 3 februari 2017 werd vastgesteld door de Kiesraad. De partij deed mee in 18 van de 20 kieskringen

## Achtergrond
Op 16 januari 2017 maakte Artikel 1 haar kieslijst bekend. De lijsttrekker werd voormalig televisie- en radiopresentatrice Sylvana Simons.

## De lijst
- vet: verkozen
- cursief: voorkeursdrempel overschreden

1. Sylvana Simons – 26.095
2. Fatima Faïd – 364
3. Brigitte Sins – 91
4. Adil Akhechaa – 57
5. Jens van Tricht – 44
6. Ian van der Kooye – 70
7. Phyllis Döll-Osei Ameyaw – 378
8. Simon(e) van Saarloos – 129
9. Olave Basabose – 218
10. Martijn Dekker – 18
11. Juanita Hernández González – 56
12. Robert Witte – 37
13. Gert-Jan van de Vaate – 25
14. Marianella Leito – 103
15. Jasper van der Veen – 10
16. Annemieke Bakker – 22
17. Anne-Ruth Wertheim – 26
18. Glenn Helberg – 362
19. Gloria Wekker – 450
20. Anja Meulenbelt – 145

VVD · PvdA · PVV · SP · CDA · D66 · ChristenUnie · GroenLinks · SGP · Partij voor de Dieren · 50PLUS · OndernemersPartij · VNL · DENK · Nieuwe Wegen · Forum voor Democratie · De Burger Beweging · Vrijzinnige Partij · GeenPeil · Piratenpartij · Artikel 1 · Niet Stemmers · Libertarische Partij · Lokaal in de Kamer · Jezus Leeft · StemNL · Mens en Spirit/Basisinkomen Partij/V-R · Vrije Democratische Partij
2017 · 2021 · 2023